# Poa (département)
Pour les articles homonymes, voir Poa.
Poa est un département du Burkina Faso situé dans la province de Boulkiemdé de la région Centre-Ouest. En 2003, le département compte 30 406 habitants.

## Liste des communes
Les communes du département de Poa sont :
- Poa (7 037 hab.), chef-lieu
- Gogo (2 969 hab.)
- Loaga (4 873 hab.)
- Moungounissi (1 157 hab.)
- Niangdo (3 496 hab.)
- Noéssin (1 141 hab.)
- Ralo (2 913 hab.)
- Sogpelcé (1 597 hab.)
- Yaoguin (3 485 hab.)
- Yargo-Yarcé (1 738 hab.)